# Cabo Príncipe de Gales
O cabo Príncipe de Gales (em inglês:  Cape Prince of Wales) é o ponto mais ocidental da América. Está localizado na península de Seward, a leste do estreito de Bering, e marca o fim da Divisória Continental.
Está situado apenas a 82 km de distância do cabo Dezhnev, na Sibéria. Entre os dois pontos estão localizadas as ilhas Diomedes e Fairway Rock no estreito de Bering.
Foi assim nomeado em 1778 pelo capitão James Cook, da Marinha Real Britânica, presumivelmente para o príncipe de Gales na época, George Augustus Frederick.